# スクリーン ジェムズ
スクリーン ジェムズ（Screen Gems）は、アメリカ合衆国の映画製作・配給スタジオ。日本のソニーグループ子会社のソニー・ピクチャーズ エンタテインメントのソニー・ピクチャーズ モーション ピクチャー グループの子会社である。設立初期はカートゥーンスタジオ、次にテレビジョンスタジオ、後に映画スタジオとしての役割を果たしてきた。現在、ホラーを中心としたジャンル映画を専門としている。

## 歴史

### 1940年 - 1946年
10年の間、チャールズ・B・ミンツは『クレイジー・カット』、『Scrappy』、『Color Rhapsody』といった短編アニメ映画をコロンビア ピクチャーズを通して配信し続けた。 1939年、ミンツは事業をやめ、スタジオをコロンビアに売った。新たなマネジメントのもと、このスタジオはスクリーン ジェムズ（Screen Gems）という名前になった。ミンツの制作マネージャー、ジミー・ブロニスがスタジオの代表者になったが、すぐにミンツの義兄弟ジョージ・ウィンクラーに代わった。
しばらくしてコロンビアはウィンクラーを含むスタッフの多くを解雇し、新たにアニメーターのフランク・タシュリンを雇ったが、タシュリンはすぐに辞めてしまう。その後デイヴ・フライシャーが入社し、ワーナー・ブラザースからレイ・カッツとヘンリー・バインダーが入社した。このスタジオに入社したその他のアニメーターやアニメ監督には、アート・デヴィス、シド・マーカス、ボッブ・ウィッカーシャム、ボブ・クランペットなどがいる。
創成期のころのスタジオには、「Flippy」、「Willoughby Wren」、「Tito and his Burrito」といったキャラクターがあった。それらを用いた作品の中でもうまく行ったのが上品なキツネと世慣れたカラスのコンビを描いた『w:The Fox and the Crow』だった。
スクリーン ジェムズは低予算であり続けたことで知られており、白黒漫画映画をやめたのも他のスタジオより遅かった。最後の白黒短編映画は1946年に制作された。その年にそのスタジオは閉鎖されたが、アニメーションの配信は1949年まで続いた。
スクリーン ジェムズの作品は ウォルト・ディズニー・カンパニー、フライシャー・スタジオ、ワーナー・ブラザース、MGMの作品よりも成功の度合いは小さかった。スタジオの作品は『w:Gerald McBoing Boing』や『近眼のマグー』といった批評的にも商業的にも成功を収めたアニメを作ってきたユナイテッド・プロダクションズ・オブ・アメリカ（UPA）という外部の制作会社によって引き継がれた。

### 1948年 - 1974年
1948年、スクリーン ジェムズは、コロンビアのテレビ部門としてテレビ番組を提供することを再開し、いくつかの人気番組（下記参照）の製作・シンジゲーションを行い、1950年代後半には、三ばか大将（The Three Stooges）の出演作品といったコロンビア ピクチャーズのテレビ放映も始めた。最初のころはユニバーサル・スタジオのホラー映画のシンジゲーションを行いホラー映画リバイバルに多大な成功を与えた。
スクリーン ジェムズが最後に制作したテレビシリーズは1974年の ミニシリーズ『QB VII』であった。1964年から1969年までは元子役のジャッキー・クーパーが番組部門の副部長を務めた。彼は『奥さまは魔女』のようなシリーズなどを放送局に売った。
1958年から1974年までは、プロダクションの副所長であるハリー・アッカーマンの下で、スクリーン ジェムズは『パパは何でも知っている』、 『わんぱくデニス』、『うちのママは世界一』、『ギジェットは15才』、『奥さまは魔女』、『かわいい魔女ジニー』、『いたずら天使』、『人気家族パートリッジ』といったシットコムを配信した。また、MGMを去ったウィリアム・ハンナとジョセフ・バーベラが立ち上げたハンナ・バーベラ・プロダクションの作品も放送された。
1950年代後半、スクリーン ジェムズは放送事業にも力を入れるようになる。スクリーン ジェムズはKTVX（ソルトレイクシティ）、w:WVUE（ニューオーリンズ）、WAPA（サン・フアン）、w:WNJU（リンデン、ニュージャージー）といった放送局や、50,000ワットクリアチャンネルであるw:WWVA（Wheeling WV）といったラジオ局を所有した。
1974年、スクリーン ジェムズはコロンビア・ピクチャーズ・テレビジョン（以下CPT）に名前を変更した。1982年、コロンビアの企業所有が変更され、コカ・コーラに買収された際も、CPT名義で商売を続けた。1980年代半ば、コカ・コーラはCPTとEmbassy Communicationsを合併させてColumbia/Embassy Televisionをつくりあげ、コカ・コーラ・テレビジョンを作るためにテレビホールディングスを再編成した。いずれの会社もそれぞれのアイデンティティを持ち続けたが、1988年に再びCPTの名のもとに編成されてしまった。1989年、日本の企業であるソニーはコロンビアを買収し、1991年、コロンビア・ピクチャーズ・エンタテインメントはソニーの映画部門の子会社としてソニー・ピクチャーズ エンタテインメントと名を変え、更にCPTとトライスター・テレビジョンは1994年にコロンビア・トライスター テレビジョンとなった。
なお、テレビ部門はソニー・ピクチャーズ テレビジョンと名を変えた。

### 代表的なテレビ番組
これらの番組はスクリーン ジェムズによって制作もしくはシンジゲート放送された番組である。『Jeannie』をのぞく多くの番組は、ハンナ=バーベラ・プロダクションで制作され、現在はワーナー・ブラザース・テレビジョンが所有しており、ワーナー・ブラザース・テレビジョンが配信を行っている。
- The George Burns and Gracie Allen Show（1953年 - 1958年）
- 名犬リンチンチン（英語版） The Adventures of Rin Tin Tin（1954年 - 1959年）
- パパは何でも知っている Father Knows Best（1954年 - 1962年）
- Treasure Hunt（1956年 - 1959年）
- 珍犬ハックル Huckleberry Hound（1958年 - 1962年）
- うちのママは世界一 The Donna Reed Show（1958年 - 1966年）
- タイトロープ Tightrope（1959年 - 1960年）
- Dennis the Menace（1959年 - 1963年）
- 早射ちマック Quick Draw McGraw（1959年 - 1962年）
- 三ばか大将The Three Stooges（1959年 - 1974年）
- ルート66 Route 66（1960年 - 1964年）
- 原始家族フリントストーン The Flintstones（1960年 - 1966年）
- クマゴロー Yogi Bear（1960年 - 1963年）
- ドラ猫大将 Top Cat（1961年 - 1962年）
- 宇宙家族ジェットソン The Jetsons（1962年 - 1963年）
- Hazel（1961年 - 1966年）
- The Farmer's Daughter（1963年 - 1966年）
- 奥さまは魔女 Bewitched（1964年 - 1972年）
- 科学少年J.Q Jonny Quest（1964年 - 1965年）
- ゴリラのゴリちゃん Magilla Gorilla（1964年 - 1966年）
- かばのカバチョ Peter Potamus（1964年 - 1966年）
- デイズ・オブ・アワ・ライブス Days of our Lives（1965年 - 1974年）
- Camp Runamuck（1965年 - 1966年）
- ギジェットは15才 Gidget（1965年 - 1966年）
- かわいい魔女ジニー I Dream of Jeannie（1965年 - 1970年）
- Love on a Rooftop（1966年 - 1967年）
- ザ・モンキーズ・ショー The Monkees（1966年 - 1968年）
- いたずら天使 The Flying Nun（1967年 - 1970年）
- The Johnny Cash Show（1969年 - 1970年）
- 人気家族パートリッジ The Partridge Family（1970年 - 1974年）
- Bridget Loves Bernie（1972年 - 1973年）
- Temperatures Rising（1972年 - 1973年）
- The New Temperatures Rising Show（1973年 - 1974年）
- ヤング・アンド・ザ・レストレス The Young and the Restless（1973年 - 1974年）
- Bob & Carol & Ted & Alice（1973年 - 1974年）
- ポリス・ストーリー Police Story（1973年 - 1974年、1974年 - 1977年）
- Jeannie（1973年 - 1975年）

### 1999年から現在まで
1999年、スクリーン ジェムズはのちにソニー・ピクチャーズ クラシックス/トライアンフ・フィルムズ/デスティネーション・フィルムズとなる、ソニー・ピクチャーズ モーション ピクチャー グループの第2特殊映画制作部門として再編成された。スクリーン ジェムズは主にコロンビア ピクチャーズが製作・配給してきた映画と、ソニー・ピクチャーズ・クラシックがリリースしてきた映画の中間にあたる映画を作ってきている。
2002年9月、コロンビア・トライスター テレビジョンはソニー・ピクチャーズ テレビジョンに社名変更した。
ディメンション・フィルムズのように、スクリーン ジェムズは、コロンビア・トライスターのメイン作品よりもコアなものを好む人々をターゲットに、低予算のSF映画、ホラー映画、青春映画、笑劇、民族映画などを配給しているが、もともとこのスタジオは文化的な大人の映画を製作してきたソニー・ピクチャーズ・クラシックスの姉妹スタジオだった。

### 主な映画作品
- 最果ての地 Limbo（1999年）
- 隣人は静かに笑う Arlington Road（1999年）
- ブラック アンド ホワイト Black and White（2000年）
- タイムコード Timecode（2000年）
- ガールファイト Girlfight（2000年）
- スナッチ Snatch（2000年）
- ヴァンパイア・ハンター The Forsaken（2001年）
- ゴースト・オブ・マーズ Ghosts of Mars（2001年）
- ラヴ&ブリット Love and A Bullet（2002年）
- プロフェシー The Mothman Prophecies（2002年）
- バイオハザード Resident Evil（2002年）
- スウェプト・アウェイ Swept Away（2002年）
- ケミカル51 The 51st StateまたはFormula 51（2002年）
- 奪還 DAKKAN -アルカトラズ- Half Past Dead（2002年）
- アンダーワールド Underworld（2003年）
- イン・ザ・カット In the Cut（2003年）
- メダリオン The Medallion（2003年）
- ユー・ガット・サーブド You Got Served（2004年）
- 恋のトリセツ 別れ編 Breakin' All the Rules（2004年）
- アナコンダ2 Anacondas: The Hunt for the Blood Orchid（2004年）コロンビア ピクチャーズ配給
- バイオハザードII アポカリプス Resident Evil: Apocalypse（2004年）
- ブギーマン Boogeyman（2005年）
- 恋のミニスカウエポン D.E.B.S.（2005年）
- 地獄の変異 The Cave（2005年）
- エミリー・ローズ The Exorcism of Emily Rose（2005年）
- ゴスペル The Gospel（2005年）
- ホステル Hostel（2006年）ライオンズ・ゲート配給
- アンダーワールド: エボリューションUnderworld: Evolution（2006年）
- ストレンジャー・コール When a Stranger Calls（2006年）
- ウルトラヴァイオレット Ultraviolet（2006年）
- レニー・ハーリン コベナント 幻魔降臨 The Covenant（2006年）
- ストンプ・ザ・ヤード Stomp the Yard（2007年）
- ゴースト・ハウス The Messengers（2007年）コロンビア ピクチャーズ配給
- モーテル Vacancy（2007年）
- ホステル2 Hostel Part 2（2007年）ライオンズ・ゲート配配給
- 最凶家族計画 The Brothers Solomon（2007年）トライスター ピクチャーズとレボリューション・スタジオズ配給
- バイオハザードIII Resident Evil: Extinction（2007年）
- 悪党にもラブソングを! First Sunday（2008年）
- ブラックサイト Untraceable（2008年）
- プロムナイト Prom Night（2008年）
- チェイス・ヴァニッシャー Love Lies Bleeding（2008年）
- レイクビュー・テラス 危険な隣人 Lakeview Terrace（2008年）
- REC:レック/ザ・クアランティン Quarantine（2008年）
- アンダーワールド:ビギンズ Underworld: Rise Of The Lycans（2009年）
- 俺たちチアリーダー! Fired Up（2009年）
- オブセッション 歪んだ愛の果て Obsessed（2009年）
- ステップファーザー 殺人鬼の棲む家 The Stepfather（2009年)
- アーマード 武装地帯 Armored（2009年）
- レギオン Legion（2010年）
- 親愛なるきみへ Dear John（2010年）
- お葬式に乾杯! Death at a Funeral（2010年）
- テイカーズ Takers（2010年）
- バイオハザードIV アフターライフ Resident Evil: Afterlife（2010年）
- 小悪魔はなぜモテる?! Easy A（2010年）
- バーレスク Burlesque（2010年）
- カントリー・ストロング Country Strong（2010年）
- ザ・ルームメイト The Roommate（2011年）
- プリースト Priest（2011年）
- ステイ・フレンズ Friends with Benefits（2011年）キャッスル・ロック・エンターテインメントとの共同制作
- アタック・ザ・ブロック Attack the Block（2011年）
- わらの犬 Straw Dogs（2011年）
- アンダーワールド 覚醒 Underworld: Awakening（2012年）
- 君への誓い The Vow（2012年）
- バイオハザードV リトリビューション Resident Evil Retribution（2012年）
- シャドウハンター The Mortal Instruments: City of Bones（2013年）
- キャリー Carrie（2013年）メトロ・ゴールドウィン・メイヤーとの共同制作
- ベガス流 ヴァージンロードへの道 Think Like a Man Too（2014年）
- NY心霊捜査官 Deliver Us from Evil（2014年）
- 善き人に悪魔は訪れる No Good Deed（2015年）
- ベストマン -シャイな花婿と壮大なる悪夢の2週間- The Wedding Ringer（2015年）
- パーフェクト・ガイ The Perfect Guy（2015年）
- 高慢と偏見とゾンビ Pride and Prejudice and Zombies（2016年）
- ドント・ブリーズ Don't Breathe（2016年）
- アンダーワールド ブラッド・ウォーズ Underworld: Blood Wars（2016年）
- バイオハザード: ザ・ファイナル Resident Evil: The Final Chapter（2016年）
- サロゲート -危険な誘い- When the Bough Breaks（2017年）
- デス・ライブ Keep Watching（2017年）
- プラウド・メアリー Proud Mary（2018年）
- スレンダーマン 奴を見たら、終わり Slender Man（2018年）
- search/サーチ Searching（2018年）
- エンドレス・エクソシズム The Possession of Hannah Grace（2019年）
- 侵入する男 The Intruder（2019年）
- ブライトバーン/恐怖の拡散者 Brightburn（2019年）
- ブラック アンド ブルー Black and Blue（2019年）
- ザ・グラッジ 死霊の棲む屋敷 The Grudge（2020年）
- モンスターハンター Monster Hunter（2020年）日本では東宝が配給
- アンホーリー 忌まわしき聖地 The Unholy（2021年）
- ドント・ブリーズ2 Don't Breathe 2（2021年）
- バイオハザード: ウェルカム・トゥ・ラクーンシティ Resident Evil: Welcome to Raccoon City（2021年）
- デ・ヴィル家への招待状 The Invitation（2022年）
- search/#サーチ2 Missing（2023年）
- ヴァチカンのエクソシスト The Pope's Exorcist（2023年）
- パリピ芸人、ロシアへ行く The Machine（2023年）
- インシディアス 赤い扉 Insidious: The Red Door（2023年）
- タロット 死を告げるカード Tarot（2024年）
- ハートアイズ Heart Eyes（2025年）
- アンティル・ドーン Until Dawn（2025年）

## EUE/Screen Gemsについて
EUE/Screen Gems LTDとEUE/Screen Gems Studiosは、スクリーン ジェムズ本体とは異なる。EUE/Screen Gems LTDは、ノースカロライナ州ウィルミントンとニューヨーク州ニューヨーク市にある企業。この企業は世界中で映画やテレビ番組を所有したり、制作したりする会社の中で最も成功している。
EUE/Screen Gemsは他国のブランドと結んでコンテンツを制作したり、自主製作のエージェンシーを宣伝したりする。また、劇場版映画・テレビ番組・モバイル用ウェブコンテンツといったあらゆるメディアの配信およびマーケティングも行う。CWネットワークテレビドラマ『One Tree Hill』を含む、300以上の番組やコマーシャルや映画はウィルミントンにあるEUE/Screen Gems Studiosで撮影されている。CBSプロダクションに向けて制作されている『The Rachel Ray Show』は、ニューヨークの社屋で撮影され、1965年から何百もの制作会社を受け入れている。

### EUE/Screen Gems
1965年、コロンビア ピクチャーズがニューヨークを拠点に活動する広告会社「EUE」の株式の50%を購入。当時スクリーン ジェムズはコロンビア ピクチャーズの傘下のテレビプロダクションだった。広告会社はそのテレビ部門に入りEUE/Screen Gemsとなる。
1982年、コロンビア ピクチャーズのコカ・コーラへの売却を機にコロンビア ピクチャーズの重役ジョージ・クーニーがEUE/Screen Gemsを買い取りオーナーとなった。

### EUE/Screen Gems Studios
1984年、映画プロデューサーのディノ・デ・ラウレンティスがノースカロライナ州ウィルミントンに映画スタジオを設立。以後、このスタジオはDEG（DeLaurentiis Entertainment Group）の傘下で活動を続けていたが、1990年、『ターミネーター』シリーズの製作会社であるカロルコ・ピクチャーズによって買収される。
1996年、カロルコ・ピクチャーズの破産に伴い、EUE/Screen Gemsのオーナー、ジョージ・クーニーがウィルミントン・スタジオを購入し、EUE/Screen Gems Studiosと社名変更した。